# Naru Wild-Putsorn

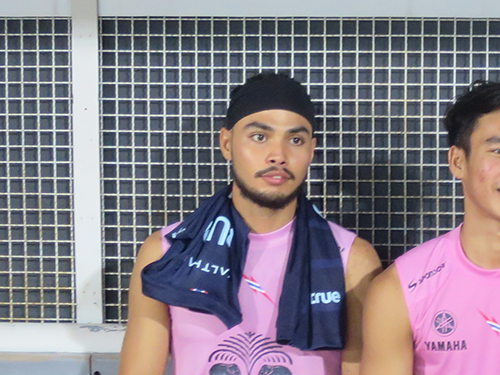
Naruphon Wild-Putsorn

Naruphon Wild-Putsorn (Rayong, 21 juli 1988) is een Thais voetballer die ook de Britse en Nederlandse nationaliteit heeft en die als middenvelder speelt.
Wild-Putson begon in Thailand met voetballen. Van 2001 tot 2004 woonde hij in Amsterdam waar hij bij AFC in de jeugd speelde. Hierna ging het gezin in Oswestry, Shropshire wonen en sloot Wild-Putsorn aan in de jeugdopleiding van TNS. In het seizoen 2006/2007 debuteerde hij in de League of Wales waarin TNS dat jaar ook kampioen werd.
Hierna ging hij in de Verenigde Staten aan de Florida Tech studeren en kwam uit voor de Florida Tech Panthers. In 2011 ging hij weer in Amsterdam wonen en in februari 2012 werd hij door AGOVV Apeldoorn vastgelegd. Daar kwam hij niet aan spelen toen en sinds 2013 speelt hij in Thailand.
In 2003 speelde hij voor Thailand onder 16. In 2008 en 2009 speelde hij voor Engelse (regionale)jeugdselecties en kwam hij uit voor Engelse jeugdzaalvoetbalteam.

## Statistieken
| Seizoen | Club                     | Land             | Competitie                      | Wed. | Goals |
| ------- | ------------------------ | ---------------- | ------------------------------- | ---- | ----- |
| 2006/07 | TNS                      | Wales            | League of Wales                 | 1    | 0     |
| 2007/08 | TNS                      | Wales            | League of Wales                 | 0    | 0     |
| 2008/09 | Florida Tech Panthers II | Verenigde Staten | All-Sunshine State Conference 2 |      |       |
| 2009/10 | Florida Tech Panthers    | Verenigde Staten | All-Sunshine State Conference   | 17   | 0     |
| 2010/11 | Florida Tech Panthers    | Verenigde Staten | All-Sunshine State Conference   | 12   | 1     |
| 2011/12 | AGOVV Apeldoorn          | Nederland        | Eerste divisie                  | 0    | 0     |
| 2013    | Bangkok United           | Thailand         | Thai Premier League             | 3    | 1     |
| 2014    | Songkhla United          | Thailand         | Thai Premier League             | 6    | 0     |
| 2015    | BBCU                     | Thailand         | Thai Division 1 League          |      |       |
| 2016    | BBCU                     | Thailand         | Thai Premier League             | 29   | 3     |
| 2017    | Buriram United           | Thailand         | Thai Premier League             | 4    | 0     |
| 2018    | Suphanburi FC            | Thailand         | Thai Premier League             | 25   | 0     |
| 2019    | Nakhon Ratchasima FC     | Thailand         | Thai Premier League             | 8    | 0     |
| 2020    | Melaka United            | Maleisië         | Malaysia Super League           | 4    | 0     |
| 2021/22 | Chiangmai FC             | Thailand         | Thai League 2                   | 37   | 0     |
| Totaal  | Totaal                   | Totaal           | Totaal                          | 117  | 4     |